# Вологодская областная клиническая больница
Вологодская областная клиническая больница — крупнейшая клиническая больница в Северо-Западном федеральном округе РФ, в Вологде, ключевое медицинское учреждение области.
Образована в 1951 году.
Полное название: Бюджетное учреждение здравоохранения Вологодской области «Вологодская областная клиническая больница» (БУЗ ВО «ВОКБ»).
Включает: 21 клиническое отделение, более 60 вспомогательных служб, консультативная поликлиника, перинатальный центр, травмоцентр, региональный сосудистый центр, центр медицины катастроф.
Коечный фонд больницы составляет 990 коек.
В настоящее время в больнице ежегодно проходят лечение более 21 тысячи пациентов из Вологодской и соседних областей, выполняется более 8 тыс. хирургических вмешательств. Специализированные отделения хирургического профиля играют ведущую роль в направлениях оказания помощи в больнице, отмечает её главврач в 2015 году.
Коллектив больницы насчитывает 1560 человек, в том числе 270 врачей: 1 доктор медицинских наук, 12 кандидатов наук, 14 заслуженных врачей РФ, 107 врачей высшей квалификационной категории.
Больница является клинической базой Ярославского государственного медицинского университета.
Образована больница была согласно приказу от 11 декабря 1950 года по Вологодскому областному отделу здравоохранения: «В связи с утвержденным народнохозяйственным планом и распоряжением заместителя Министра здравоохранения Союза ССР товарища А. Н. Шабанова организовать с 1 января 1951 года на базе областного госпиталя областную больницу мощностью 100 коек». Больница открылась 01.01.1951, имея терапевтическое, хирургическое, гинекологическое и неврологическое отделения. К 1961 году коечный фонд увеличился до 250 коек, а к 1972 — до 610.
В 1972 году при неврологическом отделении его заведующим Э. А. Лудянским был открыт первый в стране пункт апитерапии.
В 2006 году коллектив больницы за достижения в области клинической медицины стал лауреатом международной премии «Профессия — Жизнь».
Больнице присвоено Почетное звание «За выдающийся вклад в медицинскую науку и практическое здравоохранение», она награждена орденом «За Честь Доблесть Созидание Милосердие».
С февраля 2015 года больницу возглавляет Д. В. Ваньков, преемник А. Г. Кузьмина.